# Murnau, Landschaft mit Turm
Murnau, Landschaft mit Turm est un tableau réalisé par Vassily Kandinsky en 1908. Cette huile sur carton est un paysage représentant un bâtiment industriel à Murnau am Staffelsee, en Bavière. Elle est conservée au musée national d'Art moderne, à Paris.